# Arcidiocesi di Hulwan

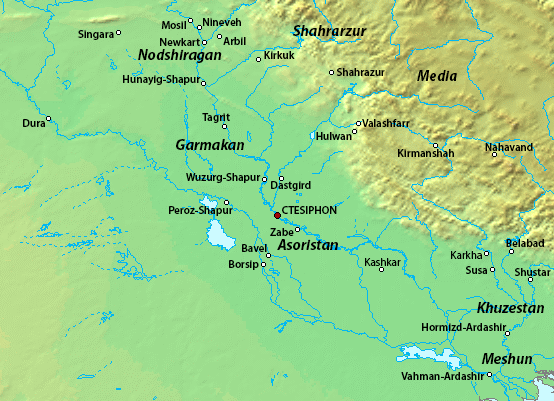
Mappa della Mesopotamia in epoca sasanide; a est l'indicazione della provincia persiana della Media e della città di Hulwan.

L'arcidiocesi di Hulwan è un'antica sede metropolitana della Chiesa d'Oriente, attestata dal IV al XII secolo.

## Storia
Hulwan è un'antica città persiana i cui resti archeologici si trovano oggi nei pressi di Sarpol-e Zahab, nella regione iraniana di Kermanshah. Nell'impero persiano Hulwan era parte della provincia della Media, chiamata in siriaco Beth Madaye e in arabo al-Gabal (o Jibal). Nelle fonti ecclesiastiche, il nome di Hulwan appare solo nel 585; in precedenza i vescovi portano il titolo di "vescovi di Beth Lashpar", distretto nel quale si trovava la città di Hulwan.
Incerte sono le origini del cristianesimo nel Beth Madaye, e bisogna attendere le persecuzioni del IV secolo per avere le prime notizie sui cristiani della Media; infatti tra i martiri delle persecuzioni di Sapore II, iniziatesi nel 341, troviamo anche il vescovo Hurman di Beth Lashpar.
Nelle liste episcopali riportate dal Synodicon orientale, è menzionato il vescovo Brikhoï, firmatario degli atti conciliari del 410, del 420 e del 424. Questo vescovo faceva parte di un gruppo di vescovi della Chiesa d'Oriente che non riconoscevano nessun'altra autorità ecclesiastica superiore alla propria e si posero in contrasto con gli altri vescovi e i patriarchi di Seleucia-Ctesifonte, subendo le sanzioni canoniche della scomunica e della deposizione, che non sembra ebbero grande effetto, visto che Brikhoï continuò a mantenere la sua sede episcopale per almeno quattordici anni.
Poco si conosce della comunità cristiana di Beth Lashpar nel V e VI secolo, se non i nomi dei vescovi citati nel Synodicon orientale; l'ultimo a portare il titolo di Beth Lashpar è Subha, che prese parte al concilio indetto dal patriarca Mar Ezechiele nel 576. Nella biografia del monaco Sabrisho, che diventerà patriarca nel 596, si riferisce che nella diocesi di Hulwan erano ancora presenti nel VI secolo templi e comunità di pagani, e che un sobborgo della città episcopale aveva una numerosa comunità di Ebrei con una propria sinagoga.
A partire dal VI secolo le sorti della città incominciano a cambiare, perché diventa con sempre più frequenza la residenza estiva dei re persiani, soprattutto di Cosroe II; questo aumenta l'importanza civile ed economica della città di Hulwan, che ebbe inevitabili ripercussioni anche dal punto di vista ecclesiastico. Infatti durante il patriarcato di Mar Ishoʿyahb II (628-645) Hulwan fu elevata al rango di metropolia del Beth Madaye, l'ottava fra le sedi metropolitane patriarcali, con diritto di elezione del patriarca.
Nell'elenco delle diocesi del patriarcato d'Oriente redatto nel 900 da Elia di Damasco, sono indicate le seguenti diocesi suffraganee di Hulwan: Dinawar, Hamadan, Nihawand e al-Karag. A questa provincia ecclesiastica appartenevano certamente la diocesi di Masabdan, documentata nel VI secolo e soprattutto l'arcidiocesi di Rayy, città nei pressi dell'odierna Teheran, che fu separata dalla provincia ecclesiastica di Hulwan ed elevata al rango di sede metropolitana dal patriarca Timoteo I (780 - ca. 823). Questa separazione dovette durare meno di tre secoli; infatti il metropolita ʿAbd al-Masih, che assistette alla consacrazione del patriarca Mar Abdisho II Ibn Aridh nel 1075, portava il doppio titolo di metropolita di Hulwan e Rayy, indizio che la sede di Rayy era decaduta e unita in epoca imprecisata a quella di Hulwan.
Anche la sede di Hulwan era destinata a sparire ben presto. L'ultimo vescovo conosciuto infatti è Giovanni, che fu nominato metropolita di Beth Lapat dopo il 1111. La città perse d'importanza, venne pian piano abbandonata dai suoi abitanti e anche il titolo metropolitano venne trasferito a Hamadan, i cui vescovi porteranno i titolo di "metropoliti di Hamadan e Hulwan", ancora documentato nel XIV secolo.

## Cronotassi degli arcivescovi
- Hurman † (metà del IV secolo)
  - Brikhoï † (prima del 410 - dopo il 424) (vescovo illegittimo)
- Hatita † (menzionato nel 424)
- Nuh † (menzionato nel 486)
- Ahron † (menzionato nel 497)
- Pusai † (menzionato nel 554)
- Subha † (menzionato nel 576)
- Bar Nun † (menzionato nel 585)
- Bar Hadbshabba † (menzionato nel 605)
- Surin † (? - circa 754 nominato illegittimamente patriarca della Chiesa d'Oriente)
- Anonimo † (menzionato nel 780)
- Anonimo † (menzionato nell'853)
- Stefano † (menzionato tra l'860 e l'872)
- Ishoʿyahb † (893 - ?)
- Emmanuele † (menzionato nel 900)
- Isoʿ Dad † (menzionato nel 938)
- Giovanni (Yuwanis) † (menzionato nel 961)
- Giovanni (Yohannan) † (menzionato nel 987)
- Mari il Persiano † (prima del 1018 - dopo il 1020)
- ʿAbd al-Masih † (prima del 1064 - dopo il 1075)
- Giovanni (Yohannan) † (menzionato nel 1092)
- Giovanni (Yohannan) † (? - dopo il 1111 nominato metropolita di Beth Lapat)